# Malice in Wonderland
Malice in Wonderland – album szkockiej grupy rockowej Nazareth, wydany w 1980 roku.

## Lista utworów
1. „Holiday” – 3:29
2. „Showdown at the Border” – 4:11
3. „Talkin' to One of the Boys” – 4:13
4. „Heart's Grown Cold” – 4:14
5. „Fast Cars” – 4:35
6. „Big Boy” – 3:38
7. „Talkin' 'Bout Love” – 3:57
8. „Fallen Angel” – 4:44
9. „Ship of Dreams” – 4:09
10. „Turning a New Leaf” – 4:00

### Utwory dodane na reedycji z 1998 roku
1. „Heart's Grown Cold” – 3:56
2. „Razamanaz” – 4:16
3. „Hair of the Dog” – 4:37
4. „Talkin' to One of the Boys” – 4:48

## Wykonawcy
- Dan McCafferty – wokal
- Darrell Sweet – perkusja
- Pete Agnew – bas, gitara, pianino
- Zal Cleminson-gitara
- Manny Charlton – gitara